# Haderup
Haderup – miasto w Danii, w regionie Jutlandia Środkowa, w gminie Herning.